# Iker Iturbe
Iker Iturbe Martinez de Lecea (Vitoria-Gazteiz, 10. srpnja 1976.) španjolski je profesionalni košarkaš. Igra na poziciji krilnog centra, a trenutačno je član španjolskog MMT Estudiantesa. 

## Karijera
Karijeru je započeo 1994. na sveučilištu Clemson. Ondje je proveo četiri sezone, a u ljeto 1998. potpisuje za španjolski Real Madrid. S Realom je 2000. osvojio naslov španjolskog prvenstva. Od 2000. do 2007., Iturbe je igrao u Realovom gradskom rivalu Estudiantesu. U ljeto 2007. odlazi u talijansku Upim Bologna. Iturbe je za talijanski klub u prosjeku bilježio 7.6 poena i 2.8 skokova u prvenstvu. Međutim, u veljači 2008. natrag se vraća u Real Madrid i potpisuje ugovor do kraja sezone. U Realu se nije puno zadržao i ubrzo se vraća natrag u Estudiantes. 

## Vanjske poveznice
- Profil  Arhivirana inačica izvorne stranice od 22. veljače 2008. (Wayback Machine) na Lega Basket Serie A
- Profil na CB Estudiantes
- Profil na ACB.com